# Sphragis (literatura)
Sphragis (femenino, plural sphragides; del griego antiguo σφραγίς: 'el sello') es el término utilizado en la ciencia de la literatura, especialmente en la filología clásica, para el último poema de un poemario, si contiene una referencia al poeta en la tradición antigua, su 'sello', por así decirlo. Ejemplos conocidos son los poemas finales de los libros de poesía de autores romanos como Horacio, Marcial y otros.

El término "sphragis", en sentido amplio, se refiere también a todas las técnicas que consisten en incorporar el nombre del poeta o una referencia a su identidad en el texto de forma codificada (por ejemplo, como acróstico).